# Коста Конкордия
Вижте пояснителната страница за други значения на Коста Конкордия.
Коста Конкордия е италиански лайнер, построен през 2004 година от италианската компания Финкантиери.

## История
Корабът е пуснат в експлоатация на 2 септември 2005 г. Освен че е свръхлуксозен, корабът притежава дискотека и спа център. От 2006 година капитан на кораба е Франческо Шетино (на италиански: Francesco Schettino). Корабът е използван от компанията Карнивал Корпорейшън от 2005 до 2012 г. На 13 януари 2012 г. корабът претърпява катастрофа, след като е отплавал от Чивитавекия (Civitavecchia) и преминава в Тиренско море през много плитки води в непосредствена близост до бреговата линия на остров Джильо (Giglio). Постепенно той се килва на една страна и остава така потопен на 60 градуса. При катастрофата загиват 32 от общо 3700 пасажери. Екипажът е бил 1100 човека. Корабът остава край италианското пристанище Чивитавекиа, където е мястото на инцидента. От 10 октомври 2013 година започва операция по преобръщане (т.е. да застане така, че киловата част да е най-отдолу) и изваждане на кораба. За няколко дни корабът е обърнат в началната си позиция и в следващите дни постепенно е изваден от водата. Корабът е откаран в пристанището в Генуа.